# Skära

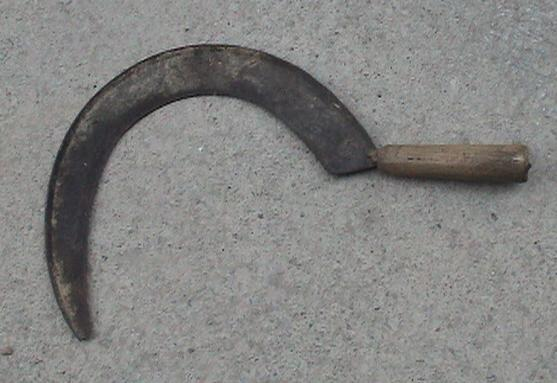
Skära (balansskära).

En skära är ett verktyg som man skär av säd med. Den är halvcirkelformad med eggen på cirkelbågens insida. Radiellt utåt från cirkelbågens ena ände finns ett handtag, som kan vara av trä. Skäran hålls i den ena handen, och med den andra handen samlar man ihop ett knippe strån som man sedan skär av med skäran.

## Historik
Skäran har i historisk tid tillverkats i metall i många former i många kulturer. Användningssättet kan ledas tillbaka ända till stenåldern, då man använde skarpkantade stenar att skära med, senare användes även blad i brons.
Redan under förromersk järnålder fanns såväl vinkelskäror som balansskäran. I England dominerade vinkelskärorna under romersk tid, men balansskärorna tog sakta överhanden. Från folkvandringstid och framåt slog balansskäran igenom i Mellaneuropa och trängde undan vinkelskäran, men i Norden förblev olika typer av vinkelskäror dominerande under hela järnåldern. De var antingen med vidvinkel liknande lövknivar eller ha mer upprättstående blad. Många äldre skäror hade även tandat blad, främst i Östnorge, men enstaka exemplar har påträffats i Sverige. Balansskäran kom under 1100-1200-talet till Finland österifrån och ungefär vid samma tid till Danmark söderifrån. Med vinkelskäran avkapades stråna med korta småhugg. Med krok- eller vinkelskäran ändrades tekniken så att stråna i stället skars av.
Under 1500-talet började lien användas som alternativ till skäran vid sädesskörden. Under 1600-talet hade den fått fäste som skörderedskap i Skåne och Mälarlandskapen, och började därifrån att sprida sig i sin nya funktion till andra slättbygder under 1700-talet. Lien hade länge använts vid grässlåttern, men för spannmål var skäran tidigare det vanligast redskapet. I slutet av 1800-talet användes lien vid skörd i stort sett i hela Sverige.

## Skära och lie
Skäran har den fördelen att det blir mindre spill och att den kan användas där det är trångt mellan buskar, träd och stenar och där marken är mycket ojämn. Med en lie går det mycket fortare att skörda större arealer, men å andra sidan kräver den större svängrum och någorlunda jämn mark.